# Stadion MOSiR „Wierchy” w Sanoku
Stadion Miejskiego Ośrodka Sportu i Rekreacji „Wierchy” w Sanoku – stadion piłkarsko-lekkoatletyczny w Sanoku.
Stadion jest położony pomiędzy ulicami Żwirki i Wigury, Mickiewicza, Stanisława Staszica (fragment drogi krajowej nr 28) i Romualda Traugutta (po drugiej stronie ulicy znajduje się budynek tzw. Zajazdu).
Obiektem zarządza Miejski Ośrodek Sportu i Rekreacji w Sanoku.

## Historia
Inicjatorem budowy stadionu byli oficerowie stacjonującego w Sanoku 2 Pułku Strzelców Podhalańskich, kpt. Marian Warmuzek i por. Roman Folwarczny (wcześniej mecze były rozgrywane na stadionie powstałym w miejscu istnienia obecnego toru lodowego Błonie, później na stadionie przy ulicy Adama Mickiewicza. Decyzję o budowie stadionu podjęła Rada Miejska w 1928 dla potrzeb wychowania fizycznego i przysposobienia wojskowego (na ten cel przeznaczono kwotę 10 tys. złotych). W celu stworzenia stadionu władze przekazały teren o powierzchni 2 ha 61 a 11 m², wart wówczas ponad 100 tys. zł. Decyzją rządu Józefa Piłsudskiego z początku lutego 1928 Sanok został jednym z miast, który otrzymał kredyt w Banku Gospodarstwa Krajowego w celu rozbudowy stadionu.
W okresie II Rzeczypospolitej na obiekcie swoje mecze rozgrywały: Strzelec Sanok, Sanoczanka Sanok (założona w 1935).
W 1936 przy stadionie została wybudowana drewniana trybuna. W sierpniu 1936 na stadionie odbywały się imprezy w ramach Zjazdu Górskiego w Sanoku (np. konkurs orkiestr). 11 listopada 1938 odbyło się na stadionie uroczyste przekazanie przez ludność Sanoka 12 ciężkich karabinów maszynowych na rzecz 2 Pułku Strzelców Podhalańskich, stacjonującego w mieście. W latach 30. II Rzeczypospolitej obiekt mieścił się przy ul. Elżbiety Granowskiej (późniejsza ul. 2 Pułku Strzelców Podhalańskich odbiegające od ul. Żwirki i Wigury); zaś sam stadion był większego rozmiaru, istniała przy nim strzelnica, boiska do piłki koszykowej i siatkowej.
24 maja 1946 na stadionie dokonano publicznej egzekucji, podczas której zostali powieszeni dwaj żołnierze Armii Krajowej i partyzantki antykomunistycznej, należący do Samodzielnego Batalionu Operacyjnego NSZ „Zuch” majora Antoniego Żubryda: Władysław Kudlik i Władysław Skwarc. Na stadion zapędzono kilkaset uczniów z sanockich szkół, aby przymusowo obejrzeli to wydarzenie.
Po nadejściu frontu wschodniego u kresu II wojny światowej w dniu 1 października 1944 zorganizowano na stadionie uroczystość z okazji wyzwolenia Ziemi Sanockiej (przemawiał wówczas nowy starosta Andrzej Szczudlik), a z tej okazji rozegrano także mecz piłkarski. Tuż po wojnie „Wierchy” były jedynym stadionem w Sanoku, jednak w tym czasie pozostawał w zaniedbanym stanie, nieogrodzony, zaś trybuna była zepsuta. Około 1950 o przejęcie obiektu rywalizowały sanockie kluby Stal i Unia. W latach 50. na stadionie swoje mecze w A Klasie rozgrywał Górnik Sanok. W kolejnych latach PRL stadion został rozbudowany z inicjatywy Zbigniewa Dańczyszyna (prezes klubu Górnik–Sanoczanka Sanok), Edwarda Kasperkiewicza, Michała Borczyka, Zbigniewa Charchalisa, zaś w trakcie modernizacji w latach 1955–1956 wybudowano trybunę południową na 750 miejsce wraz z pomieszczeniami w jej wnętrzu, a także przebudowano płytę, bieżnię, ogrodzenie. Obiekt stanowił wówczas Powiatowy Ośrodek Kultury Fizycznej i Turystyki. W okresie PRL przy stadionie funkcjonował hotel Powiatowy Ośrodek Sportu, Turystyki i Wypoczynku „Wierchy”. Na fasadzie budynku trybuny południowej umieszczono tablicę pamiątkową informującą o odremontowaniu obiektu przez państwowe przedsiębiorstwo Totalizator Sportowy. 7 lutego 1965  został oddany do użytku wyciąg narciarski na Górę Parkową, biegnący spod stadionu. Przy stadionie POSTiW „Wierchy” działała jako jedyna w województwie rzeszowskim sekcja łyżwiarstwa szybkiego, której trenerem i zawodnikiem był Edward Pilszak. W lutym 1967 na przygotowanym stadionie zorganizowano Wojewódzką Spartakiadę w jeździe szybkiej na lodzie.
W okresie Polski Ludowej na stadionie były organizowane obchody Święta Pracy 1 Maja; wiec gromadził na obiekcie: w 1951 – ponad 5 tys. robotników, w 1965 – 14 tys. uczestników, w 1968 – 19 tys. uczestników. 28 maja 1969 na stadionie miał miejsce ok. 10-tysięczny wiec polityczny przed wyborami do Sejmu PRL V kadencji oraz do Rad Narodowych (WRN, PRN, MRN).
W obiekcie MOSiR trenowali zawodnicy sekcji podnoszenia ciężarów klubu Sanoczanka Sanok. 7 czerwca 1976 na stadionie miał miejsce finisz trzeciego etapu XX Międzynarodowego Wyścigu Kolarskiego o Memoriał płk. Wasyla Skopenki.
6 listopada 1994 na stadionie odbyła się uroczystość wręczenia sztandaru Jednostce Wojskowej Nr 2667 (4 Pułk Zmotoryzowany Nadwiślańskich Jednostek Wojskowych, stacjonującej w garnizonie Olchowce); w uroczystości uczestniczyli min. stanu Mieczysław Wachowski i bp polowy WP Sławoj Leszek Głódź. 7 grudnia 1997 na stadionie odbyła się przysięga wojskowa 90 żołnierzy 4 Bieszczadzkiego Pułku Zmotoryzowanego. Do 1 marca 1998 na terenie stadionu działało targowisko miejskie (przeniesione na ulicę M. Beksińskiego decyzją burmistrza miasta). W dniu 14 sierpnia 1998 na stadionie obchodzono jednocześnie Święto Wojska Polskiego, 25-lecie istnienia JW 2667 oraz odbyła się przysięga wojskowa żołnierzy pierwszego rocznika.
W 1997 wymiary boiska wynosiły 102 x 65 m. W 1998 po awansie piłkarzy Stali do ówczesnej drugiej klasy rozgrywkowej w Polsce konieczny stał się remont i unowocześnienie obiektu pod względem bezpieczeństwa imprez masowych. Pomoc okazała fabryka Autosan, a projekt prac wykonał społecznie inż. Władysław Pulnar. W kwietniu 2006 część krzesełek na trybunie głównej została przemalowana na żółty kolor i w ten sposób z nich został stworzony napis „Stal Sanok”.
W kwietniu 2012 ogłoszono przetarg na sprzedaż nieruchomości obejmującej stadion sportowy „Wierchy” wraz z zapleczem i budynkiem magazynowym. W związku z brakiem ofert, w listopadzie 2012 władze miasta ogłosiły po raz trzeci przetarg na sprzedaż obiektu.
Do końca sezonu 2013/2014 stadion służył Stali Sanok, której działalność została następnie zawieszono. W sezonie 2014/2015 obiekt udostępniono tymczasowo na rozgrywanie meczów drużynie LKS Pisarowce, występującej w lidze okręgowej. Od 2014 na Wierchach występy podjęła drużyna KS Ekoball Stal Sanok.
W dniu 3 lipca 2016 na Stadionie Wierchy odbyły się obchody jubileuszu 70-lecia istnienia klubu Stal Sanok. W grudniu 2016 podjęto remont stadionu, podczas którego do połowy 2017 był zamknięty, a w tym czasie wykonano modernizację trybuny i jej pomieszczeń. 19 sierpnia 2017 na planowo odnowionym stadionie Ekoball Stal Sanok zainaugurowała występy w IV lidze. Podczas uroczystości 17 maja 2019 stadion został oficjalnie otwarty po modernizacji.

## Infrastruktura
Łączna powierzchnia nieruchomości wynosi 2,2 ha. Stadion posiada dwa rodzaje trybun. Pierwsza trybuna jest podstawowa, o charakterze krytym, znajduje się przy południowej stronie boiska i mieści 809 miejsc siedzących (w latach 90. podawano jej pojemność dla 1500 widzów). Osobne trybuny, o niewielkim charakterze, złożone z dwóch części, stworzono przy stronie północnej. Posiadały trzy stopnie siedzące, miejsca nienumerowane o łącznej pojemności ok. 150.
Wokół płyty boiska do piłki nożnej została utworzono bieżnia lekkoatletyczna o strukturze żużlowej na sześć torów biegowych o wymiarach 400 × 7,2 m. Za bramką zachodnią istniała pierwotnie rzutnia do pchnięcia kulą, ponadto istniały skocznie (skok w dal). Pierwotnie na obiekcie istniały także boiska do piłki siatkowej i koszykówki.
Na terenie nieruchomości znajdują się dwa budynki administracyjne. Ponadto pomieszczenia znajdują się w głównej trybunie (w nich szatnie, siłownia, sauna, pomieszczenia socjalno-bytowe, biura). Obok trybuny głównej od strony wschodniej istniał skate park.

## Historyczne mecze
- 5 czerwca 1967: Stal Sanok – ŁKS Łódź (3:3), spotkanie towarzyskie dla uczczenia awansu do klasy okręgowej, widownia: 5000[54].
- 1 września 1973: Stal Sanok – Ruch Chorzów (0:4), mecz w ramach 1/16 finału Pucharu Polski edycji 1973/1974, widownia: blisko 6000[55][56][57].
- 5 i 7 listopada 1996: dwumecz międzypaństwowy reprezentacji młodzieżowych Polska – Rumunia[58].
- 28 czerwca 1998: Stal Sanok – Orlęta Łuków (2:1 d.), drugi mecz barażowy o awans do II ligi, rozgrywany w dramatycznych okolicznościach sportowych (rozstrzygnięty w dogrywce) i pogodowych (w trakcie meczu miało miejsce oberwanie chmury). Wygrana zapewniła Stali pierwszy w historii klubu awans do drugiej klasy rozgrywkowej.
- 20 września 2006: Stal Sanok – Legia Warszawa (2:1)[59], mecz w ramach 1/16 finału Pucharu Polski edycji 2006/2007. Sanoczanie wyeliminowali aktualnego Mistrza Polski 2006 i sprawili tym samym jedną z największych sensacji piłkarskich w Polsce[60].
- 20 września 2009: Stal Sanok – Legia Warszawa (1:1); drugie spotkanie w ramach dwumeczu w 1/16 finału Pucharu Polski edycji 2008/2009. Sanoczanie po wcześniejszej porażce w Warszawie 1:3 odpadli z pucharu, jednak ćwierćfinał tych rozgrywek stał się największym osiągnięciem w historii klubu[61].
- 20 lipca 2019: Geo-Eko Ekoball Stal Sanok – Resovia Rzeszów 1:1 (1:1); spotkanie towarzyskie; pierwszy w historii mecz przy sztucznym świetle jupiterów[62][63][64].